# Qalhat
Qalhat ligt op 20 kilometer ten noordwesten van Sur in de regio Ash Sharqiyah, in het noordoosten van Oman. De vissersplaats ligt aan de Golf van Oman.

## Geschiedenis
Qalhat heeft een lange en rijke geschiedenis, waar heden nog maar weinig van terug te vinden is. Het mausoleum van Bibi Maryam uit de 14e eeuw is de uitzondering. De oudste meldingen van het dorp komen al voor in de 2e eeuw n. Chr. Rond 1300 n. Chr. is het een belangrijke handelsplaats, Marco Polo bezocht de plaats, al noemde hij deze Calatu. De stad werd voorzien van water door de Wadi Himi en een systeem van kleine kanalen. Voedsel werd vooral van buiten ingevoerd daar in de omgeving nauwelijks landbouw mogelijk was. Door een zware aardbeving in de 15e eeuw werd de stad zwaar beschadigd. De Portugese inval in 1507 betekende het einde van de handelsactiviteiten; de handel concentreerde zich nadien in de huidige hoofdstad van Oman, Masqat.
Van de oude stad zijn nog slechts enkele ruïnes terug te vinden op een klif buiten de huidige stad. Delen van de oude stadsmuur zijn ook nog te zien. Sinds 2018 is de oude stad Unesco-werelderfgoed.

## Lng-terminal
Halverwege tussen Qalhat en Sur ligt de enige fabriek van Oman voor het maken van vloeibaar aardgas (lng). De terminal staat ook bekend als Qalhat LNG.